# المدرسة الوطنية العليا للمناجم في باريس
تأسست المدرسة الوطنية العليا للمناجم بباريس في 19 مارس 1783 بأمر من الملك الفرنسي لويس السادس عشر من أجل تكوين «مديرين أذكياء» لإدارة المناجم الفرنسية وتعّد اليوم من أشهر مدارس المهندسين الفرنسية.

## تاريخ
تأسست المدرسة بأمر من المجلس الملكي في 19 مارس 1783 واتخذت أولى مقارها في نزل النقود بباريس. توقف بها العمل وقتيا أثناء الثورة الفرنسية سنة 1791 ثم عادت لمزاولة النشاط سنة 1794 بقرار من مجلس الإنقاذ العام، ثم انتقلت إلى سافوا التي كانت فرنسية آنذاك سنة 1802.
بعد أحداث 1814 عادت المدرسة نهائيا إلى مدينة باريس بموجب قرار صادر يوم 6 ديسمبر 1816 في نزل الفندوم بحديقة الليكسمبورغ وهو المكان الذي تحتله إلى الآن.
فتحت المدرسة سنة 1967 فروعا لها في إيفري وفونتانبلو ثم لاحقا سنة 1976 في المركب التكنولوجي بصوفيا أنتيبوليس.

## المنهح الدراسي
- مهندس مدني
- مهندس جسم المناجم
- ماجستير تخصص

## المكتبة
تأسست المكتبة سنة 1783 لتمكين التلاميذ من الإطلاع على المصادر العلمية. تنقسم المكتبة اليوم إلى فرعين أحدهما في باريس والآخر في فونتانبلو.